# Rožnovský pivovar
Rožnovský pivovar je pivovar v Rožnově pod Radhoštěm, součást komplexu Rožnovské pivní lázně. V areálu se nachází také restaurace Humna, pivní lázně, hotel, čokoládovna, dětské centrum, kavárna a cukrárna.

## Historie
Pivovar v Rožnově pod Radhoštěm postavil v roce 1712 majitel rožnovského panství Karel Jindřich ze Žerotína. Pivo v něm vařili Žerotínové do roku 1815 a po nich od té doby do roku 1899 Kinští. V roce 1899 prodal Ferdinand Vincenc Kinský panství včetně pivovaru baronovi Arminu Popprovi.
Od roku 1908 byli majiteli pivovaru manželé Anna a Albert Málkovi, v té době začal pivovar prosperovat. Posléze jeho vedení převzala jejich dcera Heda s manželem Vladimírem Fassmannem starším. V roce 1948 byl ovšem podnik znárodněn a získala jej národní správa Přerovského pivovaru, který technologie rožnovského pivovaru převezl do Přerova. Na místě rožnovského pivovaru vznikly stáčírna limonád a sklady zeleniny, kde pracoval syn Fasmannových Vladimír jako řadový pracovník. V roce 1994 dostal Vladimír Fassmann pivovar v restituci zpět a roku 2009 došlo – i přes devastaci areálu povodněmi v roce 1997 – k jeho znovuotevření. V následujících letech byly otevřeny pivní a mořské lázně, čokoládovna či pivovarský hotel.

### Lázně
Historie lázní sahá do konce 18. století, v roce 1796 brněnský lékař František Kročák poslal do Rožnova pod Radhoštěm čtyři lidi na léčení prsní choroby. Díky narůstajícímu počtu hostů vznikly na místě v roce 1820 klimatické lázně, založil je tehdejší ředitel zdejšího panství Josef Drobník. Nejdříve léčba probíhala žinčicí a vycházkami, posléze byly přidány koupele a elektroléčba. Na počátku 20. století během letní sezóny lázně navštěvovaly až 3000 hostů. Klimatické lázně zanikly po druhé světové válce, v roce 1950. Po znovuotevření pivovaru došlo i k obnově lázní, ve sklepeních pivovaru probíhají ve viktoriánských měděných vanách koupele v pivu kombinované s aromaterapií, masážemi a peelingem či fyzioterapeutické masáže baňkami, lávovými kameny nebo s využitím medu či čokolády.

## Ocenění
V soutěži o Zlatou pivní pečeť získal Rožnovský pivovar v roce 2016 první místo v kategorii světlých speciálů se 16° Popperem, v kategorii polotmavých piv skončil na prvním místě 13° Rotschild. Na třetí pozici se v kategorii tmavých piv umístilo 16° pivo Habsburg. V roce 2017 získalo 12° rožnovské pivo Čert označení Regionální potravina.